# Arundinoideae

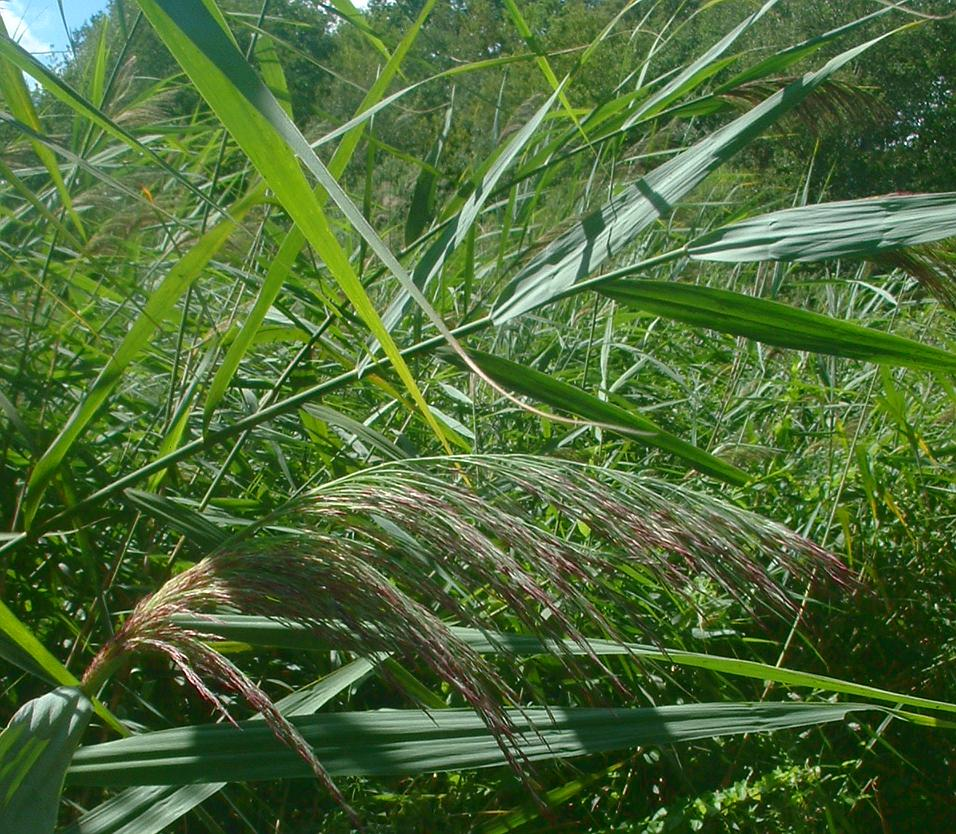
Phragmites australis.

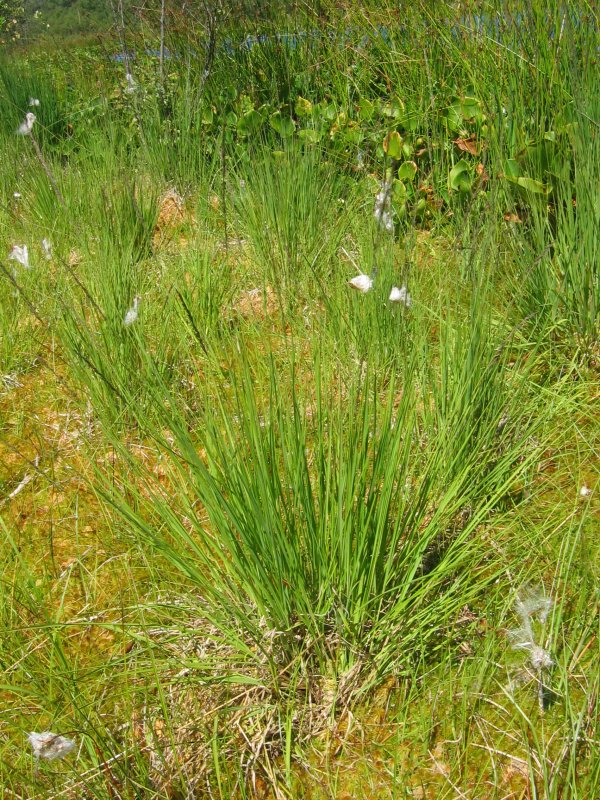
Molinia caerulea.

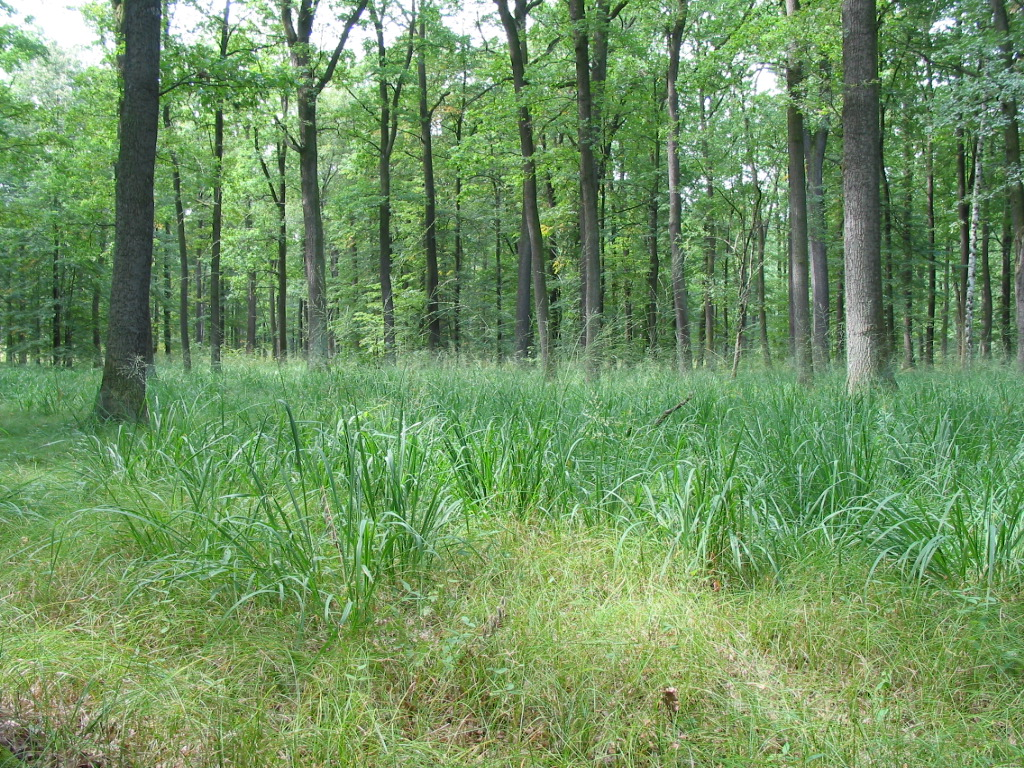
U spalene.

Arundinoideae Burmeist. é uma subfamília da família Poaceae (Gramineae).
Esta subfamília é de classificação problemática. Não é definida quase tão agudamente como outras subfamílias da família Poaceae.
São gramas primitivas encontradas nos trópicos e no hemisfério sul.

## Sinônimo
- Arundinaceae (Dumortier) Hochst.

## Classificação das Arundineae

### *Referência:DELTA: L.Watson e  M.J.Dallwitz
Apresenta 9 tribos com 56 gêneros:
| Tribos             | Gêneros |
| ------------------ | --- |
| Amphipogoneae      | Amphipogon, Diplopogon |
| Aristideae         | Aristida, Sartidia, Stipagrosti |
| Arundineae         | Arundo, Dichaetaria( ou Danthonieae?), Gynerium (?), Hakonechloa, Molinia, Phragmites, Thysanolaena (ou Centothecoideae?) |
| Cyperochloeae      | Cyperochloa |
| Danthonieae        | Alloeochaete, Centropodia, Chaetobromus, Chionochloa, Cortaderia,Crinipes, Danthonia, Danthonidium, Dregeochloa, Duthiea (ou Aveneae?), Elytrophorus, Erythranthera, Habrochloa, Karroochloa, Lamprothyrsus, Merxmuellera, Metcalfia (ou Aveneae?), Monachather (ou Arundineae?), Monostachya, Nematopoa, Notochloë, Pentameris, Pentaschistis, Phaenanthoecium, Plinthanthesis, Poagrostis, Prionanthium, Pseudodanthonia (ou Aveneae?), Pseudopentameris, Pyrrhanthera, Rytidosperma, Schismus, Sieglingia, Styppeiochloa, Tribolium, Urochlaena, Zenkeria |
| Eriachneae         | Eriachne, Pheidochloa |
| Micrairieae        | Micraira |
| Spartochloeae      | Spartochloa |
| Steyermarkochloeae | Arundoclaytonia, Steyermarkochloa |

### *Referência:GRIN Taxonomy for Plants USDA
Apresenta 1 tribo ( Arundineae ) com 14 gêneros:
| Tribo      | Gêneros |
| ---------- | --- |
| Arundineae | Amphipogon, Arundo, Crinipes, Dichaetaria, Dregeochloa, Elytrophorus, Hakonechloa, Leptagrostis, Molinia, Nematopoa, Phragmites, Piptophyllum, Styppeiochloa, Zenkeria |

### *Referência:Taxonomy Browser NCBI
Apresenta 1 tribo ( Arundineae ) com 11 gêneros:
| Tribo      | Gêneros |
| ---------- | --- |
| Arundineae | Amphipogon, Arundo, Diplopogon, Dregeochloa, Elytrophorus, Hakonechloa, Molinia, Moliniopsis, Phragmites, Spartochloa, Styppeiochloa |